# 阿博特冰架

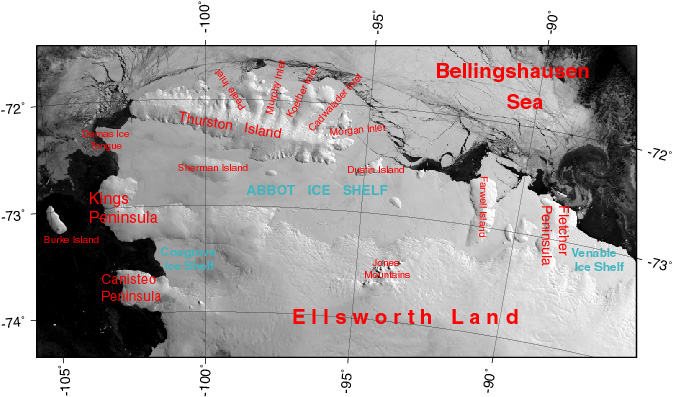

72°45′S 96°00′W / 72.750°S 96.000°W
阿博特冰架（英語：Abbot Ice Shelf）是南極洲的冰架，長400公里、寬60公里，瑟斯頓島處於該冰架西部北側，該冰架在1940年2月由美國探險隊發現，以海軍少將命名。